# Горбачёв, Иван Сергеевич

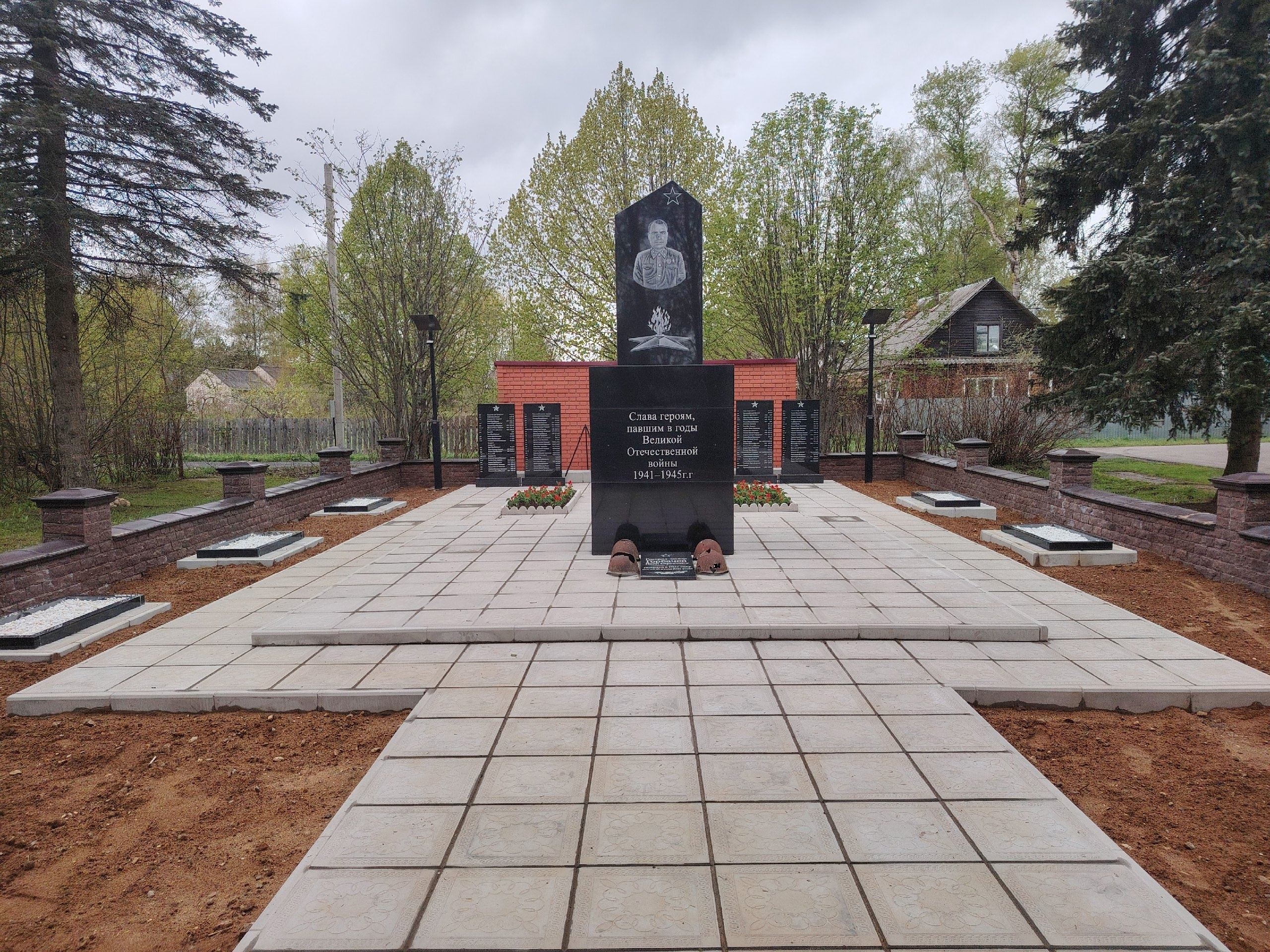
Воинское захоронение в Оленино, где находится могила И.С. Горбачева. Май 2025 года (после реконструкции)

Ива́н Серге́евич Горбачёв ( 29 октября (11 ноября) 1902, дер. Стречаново, Орловская область — 25 июля 1941, дер. Демяхи, Смоленская область) — участник Великой Отечественной войны, генерал-майор.

## Детство и юность
Родился в деревне Стречаново Тюнинской волости Рославльского уезда Смоленской губернии (ныне Рогнединский район Брянской области). По официальным документам — дер. Стреченово Рогнединского района Орловской области. Русский, социальное положение — служащий, происхождение — из крестьян.
Из-за нужды большая семья Горбачевых после революции 1905 года переезжает на Украину. Отец И. С. Горбачева устраивается работать на металлургический завод, где впоследствии становится горновым в доменном цехе. Там же он вступает в партию большевиков, принимает активное участие в революционных событиях 1917 года.
В городе Каменске Иван Горбачев с отличием окончил гимназию. Дальнейшая его судьба была связана со службой в рядах Красной Армии, куда он вступил добровольно в январе 1924 года.

## Военная служба в довоенный период
В 1926 году И. С. Горбачев окончил Иваново-Вознесенскую пехотную школу им. М. В. Фрунзе, в 1937 — Военную академию РККА им. М. В. Фрунзе.
По неподтвержденным данным, подполковник Горбачев служил начальником штаба 42 погранотряда Азербайджанского пограничного округа.
20 октября 1938 года назначен на должность начальника Нер-Заводского пограничного отряда УПВВ ВСО (приказ № 124) в Забайкалье.
В феврале 1941 года в связи с 20-летием советских пограничных войск И. С. Горбачев был награждён орденом Красной Звезды.

## Формирование 250-й стрелковой дивизии
В конце июня 1941 года Наркомату внутренних дел (НКВД) было поручено формирование 15-ти стрелковых дивизий, которые должны были войти в состав регулярной Красной Армии. В числе этих соединений формировалась и 250-я стрелковая дивизия, командиром который был назначен начальник 54-го пограничного отряда полковник И. С. Горбачев.
Формирование 250-й стрелковой дивизии проходило со 2 по 16 июля 1941 года в районе города Владимира (Московский военный округ). Весь старший и средний командный состав (кроме артиллерии) набирался из состава пограничных войск, младший начсостав — 50 % из младших командиров погранвойск и 50 % из младших командиров запаса, рядовой состав — из запаса уроженцев Ворошиловградской, Ивановской, Сумской, Сталинской и Черниговской областей, причём преимущественно из числа лиц, прежде проходивших срочную военную службу в войсках НКВД.
Дивизия предназначалась для обороны крупных промышленных объектов от возможных воздушных десантов противника. Общая начальная численность дивизии составляла 15 тысяч человек.
15 июля 1941 года И. С. Горбачеву вместе с несколькими другими командирами дивизий, формируемых НКВД, было присвоено воинское звание генерал-майор.

## Участие 250-й стрелковой дивизии в боевых действиях
15 июля 1941 года дивизия, не окончив формирования, отправляется железной дорогой (проездом через Москву) в район города Ржева. Оттуда через Оленино (пункт сосредоточения войск, выдвигаемых из глубины страны), 18 июля совершает 109-км переход по Бельскому тракту под город Белый Калининской обл., где 22 июля 1941 года включается в Смоленское сражение в составе 30-й армии Западного фронта с задачей: контратаковать противника в направлении на Духовщину и остановить его продвижение.
Немецким войскам удалось захватить Духовщину, они устремились по дороге на северо-восток с намерением с ходу захватить Белый, с дальнейшим намерением наступать на Оленино и Ржев. Им удалось опрокинуть слабый заслон советских войск, и они беспрепятственно продвигались вперед. Задачей 250-й стрелковой дивизии было как можно быстрее встретиться с врагом и отстановить его как можно дальше от города.
Воздушной разведке противника удалось обнаружить выдвижение дивизии и нанести сильный удар по частям, находившимся на марше. Бомбардировке подвергся и город Белый, куда из Оленино только что прибыло командование дивизии. Цель бомбардировки — посеять панику в войсках и на плечах отступавших ворваться в город Белый.
В допредела напряженной обстановке комдив, генерал-майор Горбачев энергично отдавал приказы. Не успев получить новую генеральскую форму и потому продолжая носить полковничьи знаки различия, он постоянно находился в подразделениях вверенной ему дивизии, воодушевлял воинов на предстоящую смертельную схватку с врагом.
22 июля 1941 года дивизия под командованием генерал-майор И. С. Горбачева в районе д. Цыгуны (юго-западнее г. Белый, Тверской обл.) вступила в первый бой и остановила противника, затем продвинулась вперед и овладела населенными пунктами: Цыгуны, Чичата, Красногородка, Свиты, Федоровка, Демяхи Калининской обл., Батурино Смоленской обл.
В районе населенных пунктов Околица и Красногородка передовые части дивизии встретились с противником и завязали с ним упорные бои. Стрелковый полк под командованием Д. И. Кузнецова первым встретились с противником и навязали ему бой. Генерал Горбачев принимает решительные меры по сосредоточению в этом районе основных сил дивизии с целью организации активной обороны.

Братское воинское кладбище в пгт Оленино. Фото сделано до 2015 года.

## Гибель И. С. Горбачева
Воины генерала Горбачева сумели остановить врага восточнее болота Свитский мох, отражая многочисленные атаки противника. Тяжелая обстановка создалась у населенного пункта Демяхи. Туда сразу направился генерал Горбачев и комиссар Тузов. Их интересует конкретная боевая обстановка — для принятия мер по отражению атак противника, оказание практической помощи младшим командирам. При въезде в деревню Демяхи (GPS координаты 55°43’ N; 32°46’E), генерал Горбачев вышел из машины, направился в очередной батальон полка, чтобы лично проверить его состояние, уточнить необходимые данные. В этот момент вблизи разорвался вражеский снаряд, осколком которого 24 июля командир дивизии генерал-майор И. С. Горбачев был тяжело ранен в живот.
Скончался 25 июля (согласно записи (приложение 13543с) именного списка 101 военно-полевого госпиталя). Тело было отправлено в тыл. По указанию Военного совета 30-й армии генерал-майор Горбачев со всеми воинскими почестями был похоронен на братском кладбище Ю. В. окр. Оленино. На могиле дер. памятник с надписью.
В базах данных иногда стоит ошибочная дата смерти — 26 июля. Вероятно, это дата похорон генерала.
26 июля 1941 года приказом Забайкальского пограничного округа № 53/168 И. С. Горбачев был исключён из списков отряда и округа.

## Память
Сейчас на границе Тверской и Смоленской областей на территории Демяхинского сельсовета Бельского района Тверской области установлена мемориальная доска со словами: «На рубеже Чёрный Ручей, Красногородка-Лосьмино в июле 1941 года воинами 250-й стрелковой дивизии были остановлены немецко-фашистские войска».
Вместе с генералом Горбачевым похоронено и несколько воинов его дивизии. В последующие годы, когда шло перезахоронение погибших, в братскую могилу был перенесён прах солдат и офицеров других частей и соединений, а также партизан и подпольщиков. Создано пгт Оленино братское захоронение-мемориал, где в центре находится могила Ивана Сергеевича Горбачёва. На мемориальной плите ошибочно обозначена дата гибели — 15.07.1941. Соседняя улица названа именем генерала Горбачева, весь район оленинцы называют Горбачевкой.

Могильная плита на братском кладбище (с ошибочной датой смерти). Фото сделано до 2015 года.